# Epanerchodus koreanus
Epanerchodus koreanus är en mångfotingart som beskrevs av Karl Wilhelm Verhoeff 1937. Epanerchodus koreanus ingår i släktet Epanerchodus och familjen plattdubbelfotingar. Inga underarter finns listade i Catalogue of Life.